# Anthonotha explicans
Anthonotha explicans är en ärtväxtart som först beskrevs av Henri Ernest Baillon, och fick sitt nu gällande namn av J.Leonard. Anthonotha explicans ingår i släktet Anthonotha och familjen ärtväxter. Inga underarter finns listade i Catalogue of Life.